# Kouarfa
Kouarfa est l'un des trois arrondissements de la commune de Toucountouna dans le département de l'Atacora au Bénin.

## Géographie
L'arrondissement de Kouarfa est situé au nord-ouest du Bénin et compte 8 villages que sont Bouyagnindi, Kouarfa, Kouba, Peperkou, Takissari, Tampobre, Tandafa et Wabou.

## Démographie
Selon le recensement de la population de 2013 conduit par l'Institut national de la statistique et de l'analyse économique (INSAE), Kouarfa compte 13176 habitants  .

## Galerie de photos

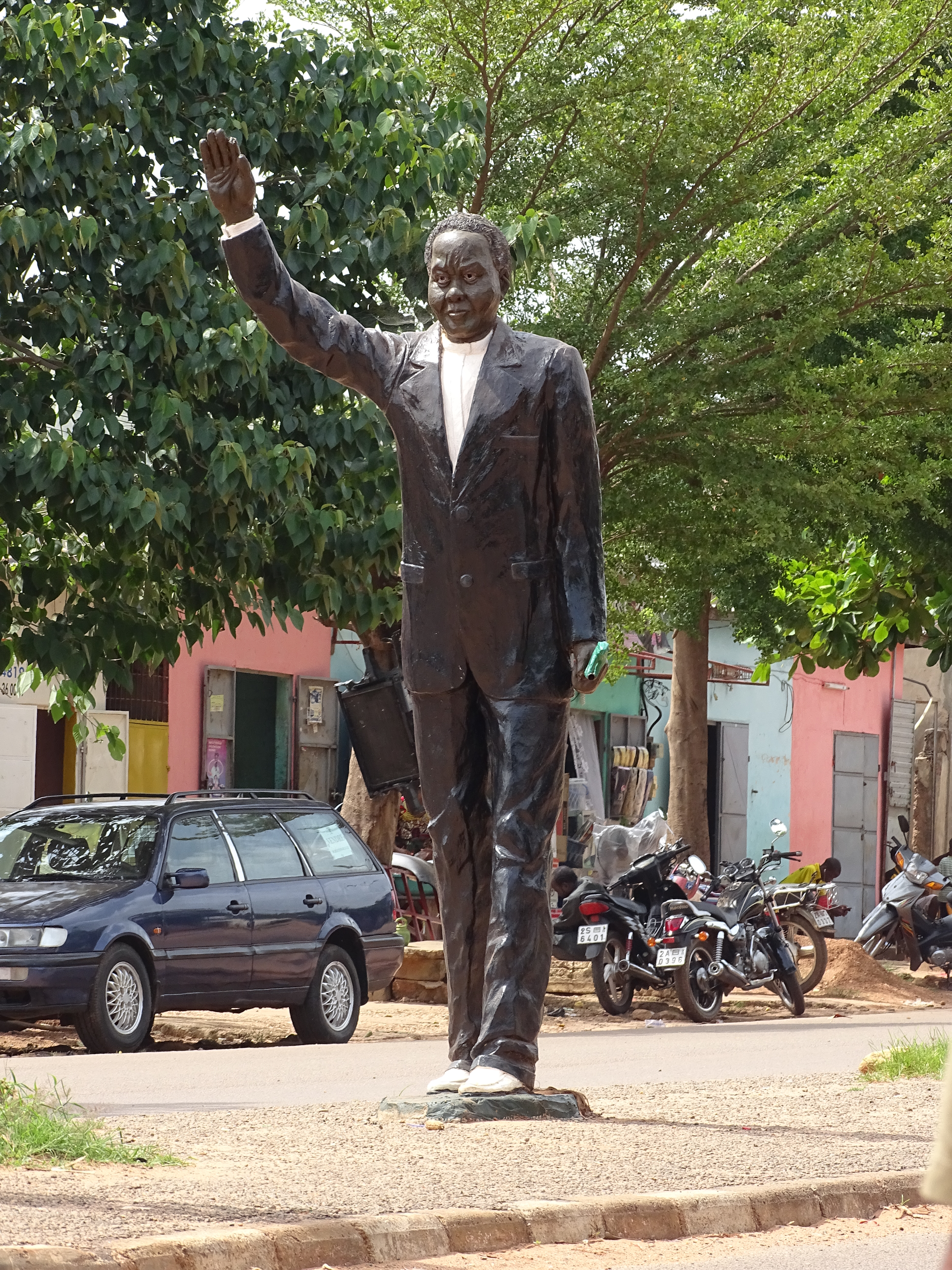
Mathieu Kérékou